# Червона Колона
Черво́на Колона́ — село в Україні, в Апостолівській міській територіальній громаді Криворізького району Дніпропетровської області.
Населення — 141 мешканець.

## Географія
Село Червона Колона знаходиться на лівому березі річки Жовтенька. На півдні межує з селищем Жовте та на півночі з селом Новоолексіївка. До села веде окрема залізнична гілка. Поруч проходить автомобільна дорога Т 0419.

## Історія
Засноване 1927 року переселенцями з селища Кам'янка.

## Населення
Згідно з переписом УРСР 1989 року чисельність наявного населення села становила 581 особа, з яких 274 чоловіки та 307 жінок.
За переписом населення України 2001 року в селі мешкала 141 особа.

### Мова
Розподіл населення за рідною мовою за даними перепису 2001 року:
| Мова       | Відсоток |
| ---------- | -------- |
| українська | 95,04 %  |
| російська  | 4,26 %   |
| білоруська | 0,71 %   |

## Економіка
- Вапняковий кар'єр ПАТ «ХайдельбергЦемент Україна» м. Кривий Ріг.
- Цементний завод.